# Liste der Kulturdenkmäler in Offenbach-Tempelsee
Die folgende Liste enthält die in der Denkmaltopographie ausgewiesenen Kulturdenkmäler auf dem Gebiet des Stadtteils Tempelsee der kreisfreien Stadt Offenbach am Main, Hessen.
Hinweis: Die Reihenfolge der Denkmäler in dieser Liste orientiert sich an der Anschrift, alternativ ist sie auch nach der Bezeichnung, der vom Landesamt für Denkmalpflege vergebenen Nummer oder der Bauzeit sortierbar.
Kulturdenkmäler werden fortlaufend im Denkmalverzeichnis des Landes Hessen durch das Landesamt für Denkmalpflege Hessen auf Basis des Hessischen Denkmalschutzgesetzes (HDSchG) geführt. Die Schutzwürdigkeit eines Kulturdenkmals hängt nicht von der Eintragung in das Denkmalverzeichnis des Landes Hessen oder der Veröffentlichung in der Denkmaltopographie ab.

| Bild           | Bezeichnung                                          | Lage                                                      | Beschreibung                                                                                | Bauzeit | Objekt-Nr. |
| -------------- | ---------------------------------------------------- | --------------------------------------------------------- | ------------------------------------------------------------------------------------------- | ------- | ---------- |
| weitere Bilder | Bunker                                               | Tempelsee, Brunnenweg 73 LageFlur: 18, Flurstück: 6/3     | Großbunker aus dem Zweiten Weltkrieg. Ab 1949 als Schule genutzt und heute in Privatbesitz. | 1941    | 95190 DDB  |
| weitere Bilder | Ehem. St. Konrad Notkirche/heute Allerheiligenkirche | Tempelsee, Gersprenzweg 42 LageFlur: 19, Flurstück: 82/25 |                                                                                             | 1948    | 807762 DDB |
| weitere Bilder | St. Konrad                                           | Tempelsee, Waldstraße 259 LageFlur: 15, Flurstück: 5/1    |                                                                                             | 1959    | 807764 DDB |